# Trichogramma urquijoi
Trichogramma urquijoi is een vliesvleugelig insect uit de familie Trichogrammatidae. De wetenschappelijke naam is voor het eerst geldig gepubliceerd in 1986 door Cabello Garcia.